# Nueva Armenia
Nueva Armenia – gmina (municipio) w południowym Hondurasie, w departamencie Francisco Morazán. W 2010 roku zamieszkana była przez około 2,2 tys. mieszkańców. Siedzibą administracyjną jest miejscowość Nueva Armenia.

## Położenie
Gmina położona jest w południowo-wschodniej części departamentu. Graniczy z gminami:
- San Buenaventura od północy,
- San Isidro i Soledad od południa,
- Texiguat, Yauyupe i Maraita od wschodu,
- Sabanagrande od zachodu.

## Miejscowości
Według Narodowego Instytutu Statystycznego Hondurasu na terenie gminy położone były następujące miejscowości:
- Nueva Armenia
- Adurasta
- Barajana
- Cuesta Chiquita
- El Platanar (Platanal)
- Las Piñuelas
- Salalica